# Імо Езекіль
Імо Езекіль (англ. Imoh Ezekiel, нар. 24 жовтня 1993, Лагос) — нігерійський футболіст, нападник турецького «Коньяспора» та національної збірної Нігерії.

## Клубна кар'єра
Народився 24 жовтня 1993 року в місті Лагос. Вихованець футбольної школи «36 Лайонс».
У дорослому футболі дебютував 2012 року виступами за команду клубу «Стандард» (Льєж), в якій провів два сезони, взявши участь у 79 матчах чемпіонату.  Більшість часу, проведеного у складі «Стандарда», був основним гравцем атакувальної ланки команди. У складі «Стандарда» був одним з головних бомбардирів команди, маючи середню результативність на рівні 0,37 голу за гру першості.
Своєю грою за цю команду привернув увагу представників тренерського штабу клубу «Аль-Арабі», до складу якого приєднався 2014 року. Відіграв за катарську команду наступний сезон своєї ігрової кар'єри. В новому клубі був серед найкращих голеодорів, відзначаючись забитим голом в середньому майже у кожній другій грі чемпіонату.
2015 року повернувся до клубу «Стандард» (Льєж) на умовах оренди. Продовжував регулярно забивати, в середньому 0,46 рази за кожен матч чемпіонату.
До складу клубу «Андерлехт» приєднався 2015 року. Відтоді встиг відіграти за команду з Андерлехта 5 матчів в національному чемпіонаті.

## Виступи за збірну
2014 року дебютував в офіційних матчах у складі національної збірної Нігерії.

## Титули і досягнення
- Бронзовий олімпійський призер: 2016